# Hanna Szwankowska
Hanna Maria Szwankowska (ur. 3 maja 1919 w Warszawie, zm. 17 stycznia 2012 tamże) – polska historyczka, varsavianistka.

## Życiorys
Była córką architekta Franciszka Eychhorna oraz aktorki Natalii z Pomian-Borodziczów. Ukończyła Liceum im. Juliusza Słowackiego w Warszawie.
Studiowała na Wydziale Historii Uniwersytetu Warszawskiego. Sprzeciwiała się gettu ławkowemu. Jednocześnie uczyła się w Instytucie Francuskim. W 1938 odbyła praktykę w redakcji młodzieżowego czasopisma „Iskry”. Zbierała materiały do pracy na temat aprowizacji Warszawy w czasie I wojny światowej. W wakacje 1939, w ramach seminarium prof. Stanisława Arnolda, wraz z koleżankami ze studiów opracowała teksty tabliczek informacyjnych na ulicach Warszawy. Studia kontynuowała w czasie II wojny światowej na tajnych kompletach. Tytuł magisterski uzyskała w 1948 na podstawie pracy Kroniki Bolesława Prusa jako źródło do historii Warszawy. 
We wrześniu 1939 Hanna zaangażowała się w cywilną obronę Warszawy. W czasie okupacji niemieckiej pracowała w archiwum miejskim w Arsenale. Jednocześnie jako członkini Armii Krajowej wykonywała zadania powierzone jej przez Biuro Informacji i Propagandy, Biuro Łączności oraz komórki Komendy Głównej AK ds. opieki nad więźniami i ich rodzinami. Do konspiracji wprowadziła ją starsza o 15 lat siostra Natalia, instruktorka harcerska.
Hanna nie wzięła czynnego udziału w powstaniu warszawskim z powodu oporu matki i obawy o stratę drugiej córki (Natalia zginęła w Auschwitz). Na początku sierpnia 1944 Hanna wraz z ojcem trafiła do obozu przejściowego Durchgangslager 121 w Pruszkowie. Uciekli dzięki pomocy polskiego personelu medycznego. Schronili się w Podkowie Leśnej. Po latach Hanna wróciła do tematu powstania, publikując prace: Kościół a Powstanie Warszawskie. Dokumenty, relacje, poezja (1994) i Międzynarodowe aspekty Powstania Warszawskiego (2004). W 1994 współorganizowała sesję naukową na Zamku Królewskim w pięćdziesięciolecie powstania.
W 1945 wyszła za mąż za Eugeniusza Szwankowskiego. W lutym tego roku przyjechała do Warszawy. Została opiekunką społeczną w Wydziale Opieki Społecznej Zarządu Miejskiego. Potem przeniosła się do Wydziału Literackiego Polskiego Radia. Od lutego 1946 do lutego 1947 pracowała w Biurze Odbudowy Stolicy – należała do redakcji „Skarpy Warszawskiej” i (do końca życia) „Stolicy”. Pracowała społecznie w redakcjach „Rocznika Warszawskiego”, „Kroniki Zamkowej” i „Almanachu Muzealnego”. Publikowała też w „Magazynie Tygodniowym”, „Kraju” i „Architekturze”. 
Związała się pracą z Muzeum Historycznym m. st. Warszawy, a od 1951 pracowała w Komisji Badań Dawnej Warszawy przy Instytucie Historii PAN. Kierowała Działem Badań Rozwoju Przestrzennego i Kultury Materialnej. Współtworzyła dwa pierwsze tomy publikacji Exodus Warszawy. Ludzie i miasto po Powstaniu 1944 (1992). Była członkinią Komisji Zamkowej Obywatelskiego Komitetu Odbudowy Zamku Królewskiego w Warszawie. Współpracowała z Archiwum Głównym Akt Dawnych. Badała m.in. budownictwo mieszkaniowe Warszawy w II poł. XVIII w., opracowała rejestry podatkowe Warszawy z XVI–XVIII w.
Należała do Towarzystwa Miłośników Historii. Zasiadała w prezydium zarządu TMH. W 1996 jako wiceprezeska TMH współorganizowała obchody dziewięćdziesięciolecia organizacji. Współredagowała okolicznościową publikację.
Organizowała coroczne spotkania varsavianistyczne, na których często referowała wyniki swoich badań. Była współredaktorką publikacji zbiorowych podsumowujących te spotkania. W ramach Komisji Badań Dawnej Warszawy organizowała spotkania poświęcone warszawskim Żydom. Opracowała materiały dla zespołu architektów i urbanistów odpowiedzialnego za odbudowę Starego i Nowego Miasta w Warszawie. Była współautorką dwutomowej publikacji o odbudowie Warszawy pod redakcją Jana Górskiego. W 1969 ankietowała warszawiaków na temat Jaka jesteś, Warszawo? (wyniki opublikowano w 1972 pod redakcją Wiktora Nowakowskiego). W 2002 opracowała historię Komisji Badań Dawnej Warszawy opublikowaną w „Kronice Warszawy”.
W 1981 dołączyła do konspiracyjnego Komitetu Pamięci o Marszałku J. Piłsudskim. Opracowała dwutomowe Archiwum Prezydenta Warszawy Stefana Starzyńskiego oraz trzy antologie jego tekstów. Pracowała społecznie w Obywatelskim Komitecie Budowy Pomnika S. Starzyńskiego (od 1992 Komitet Pamięci o Stefanie Starzyńskim). W 1993 zaangażowała się w prace Obywatelskiego Komitetu Budowy Pomnika Henryka Sienkiewicza w Łazienkach Królewskich. Opracowała Antologię tekstów historycznych i literackich. Henryk Sienkiewicz i jego twórczość w naszej pamięci (2000).
W latach 1956–1957 działała w Prymasowskim Komitecie Pomocy dla Powracających Rodaków z ZSRR. W latach 70. XX w. udzielała się w Towarzystwie Kursów Naukowych, wspierała działalność Komitetu Obrony Robotników. Udostępniała swoje mieszkanie na spotkania Uniwersytetu Latającego. W czasie stanu wojennego i po nim działała w Studium Kultury Chrześcijańskiej przy kościele Świętej Trójcy na Solcu. Wraz z Janiną Leskiewiczową redagowała podziemne zeszyty studium. Podczas wyborów w 1989 pracowała w komitetach wyborczych kandydatów „Solidarności”, której członkinią była. Wspierała pomoc edukacyjną dla „Solidarności” Górnego Śląska i Zagłębia Dąbrowskiego. Była członkinią społecznego Zespołu Nazewnictwa Miejskiego. Należała do Duszpasterstwa Środowisk Twórczych i Ludzi Nauki, a od 1974 do Społecznego Komitetu Opieki nad Starymi Powązkami, który zakładała z Jerzym Waldorffem.
Została pochowana na Cmentarzu Powązkowskim w grobie rodzinnym.

## Ordery i odznaczenia
- Krzyż Armii Krajowej
- Odznaka Weterana Walk o Niepodległość
- Krzyż Kawalerski Orderu Odrodzenia Polski[4]
- honorowe członkostwo w Polskim Towarzystwie Historycznym (1997)[1]
- Nagroda im. prof. Jana Zachwatowicza (2002) za badania naukowe i rewaloryzację zabytków[1][4]
- Nagroda Miasta Stołecznego Warszawy (2007)[1].

## Upamiętnienie
Od 2002 Towarzystwo Miłośników Historii oraz Biblioteka m.st. Warszawy corocznie przyznają nagrodę za varsaviana, którą w 2012 nazwano imieniem Hanny Szwankowskiej.